# Faculdade de Belas Artes de Pontevedra
A Faculdade de Belas Artes de Pontevedra é uma faculdade de arte espanhola fundada em 1990 em Pontevedra. Está localizada na antiga Maestranza e quartel de São Fernando, um edifício civil neoclássico dos finais do século XIX na cidade de Pontevedra em (Espanha). É a única faculdade de belas artes na Galiza e no noroeste de Espanha.

## Localização
O edifício está localizado na Rua da Maestranza, 2, em Pontevedra.

## História
Nos anos oitenta do século XX, vários professores de arte liderados pelo Professor José Roselló Valle, bem como políticos da época, como o responsável pela cultura no Conselho Provincial de Pontevedra, Adriano Marques, lutaram e fizeram muitos esforços para ter uma Faculdade de Belas Artes na cidade como parte do projecto para a criação da futura universidade, que se deveria chamar Universidade do Sul da Galiza.
A Faculdade de Belas Artes de Pontevedra foi criada em 1990 pelo Decreto 416/1990, de 31 de Julho, do Ministério da Educação e do Planeamento Universitário, no seu artigo 14. O primeiro plano de estudos foi validado a 9 de Julho de 1990 e o programa da Universidade de Salamanca foi adoptado para a Faculdade de Pontevedra, publicado para o primeiro e segundo ciclos do currículo nos Boletins Oficiais do Estado de 20 de Julho de 1983 e 17 de Março de 1987.
Durante os primeiros quatro anos, a Faculdade de Belas Artes esteve provisoriamente instalada no antigo Hospício Provincial na Rua Serra, com uma certa precariedade em termos de meios materiais e espaço.
Entre dezembro de 1994 e janeiro de 1995, foi concluída a reabilitação do edifício destinado a albergar a Faculdade de Belas Artes. Em 15 de Dezembro de 1994, a Faculdade começou a mudar-se para a sua localização actual, o edifício do antigo Quartel de São Fernando, no centro da cidade, após um projecto de aquisição e renovação do edifício: diferentes departamentos da Junta da Galiza, a Câmara Municipal de Pontevedra e a Universidade forneceram o dinheiro para a compra do edifício e a Câmara Provincial de Pontevedra financiou as obras de renovação. Segundo o então presidente da câmara, Javier Cobián, o projecto custou um total de 2.000 milhões de pesetas.
Desde o início, houve uma grande interacção entre os estudantes da faculdade e a cidade de Pontevedra, com instalações, performances e obras de arte nas ruas.
O santo padroeiro da faculdade é Santo Ero e a faculdade celebra a sua festa no mês de Maio.

## Ensino
A faculdade de belas artes de Pontevedra possui uma grande pluridisciplinaridade, oferecendo vários graus de ensino superior, designadamente a licenciatura, o mestrado e o doutoramento. A faculdade outorga o diploma universitário em artes plásticas. Os estudos em Belas Artes estendem-se em 8 semestres, repartidos num total de 240 ECTS's. 
A faculdade acolhe também o mestrado em design e direção criativa de modae o doutoramento em criação e investigação em arte contemporânea, o mais alto grau académico que a faculdade concede.

## Instalações
O grande edifício da faculdade é o antigo quartel neoclássico de São Fernando, projectado pelo arquitecto Bonifacio Menéndez Conde, construído entre 1906 e 1909 e renovado em 1994 pelo arquitecto César Portela Fernández-Jardón para se tornar a sede da faculdade e para albergar os estudos de Belas Artes.
A faculdade dispõe de uma sala de exposições, Sala X, localizada à entrada do edifício.
A biblioteca do centro tem 55 títulos de publicações periódicas e mais de 10.000 volumes e tem 108 lugares de leitura.
A faculdade dispõe também de oficinas polivalentes, equipadas com ferramentas manuais e máquinaria específica (oficinas para metal, madeira, cerâmica, plástico e outros materiais).
Há também um laboratório audiovisual, outros laboratórios de técnicas gráficas (gravura e talho-doce) e de fotografia e uma sala de informática (para processamento de imagens digitais e 3D eprocessamento fotográfico digital).

## Diretores
Até agora, os directores têm sido: · 
- 1990 : Juan Fernando de Laiglesia González de Peredo
- 1994 : José Chavete Rodríguez
- 1999 : Jesús Hernández Sánchez
- 2006 : Ignacio Barcia Rodríguez
- 2011 : Juan Carlos Meana Martínez
- 2015 : Silvia García González
- 2019 : Xosé Manuel Buxán Bran

## Galeria de imagens

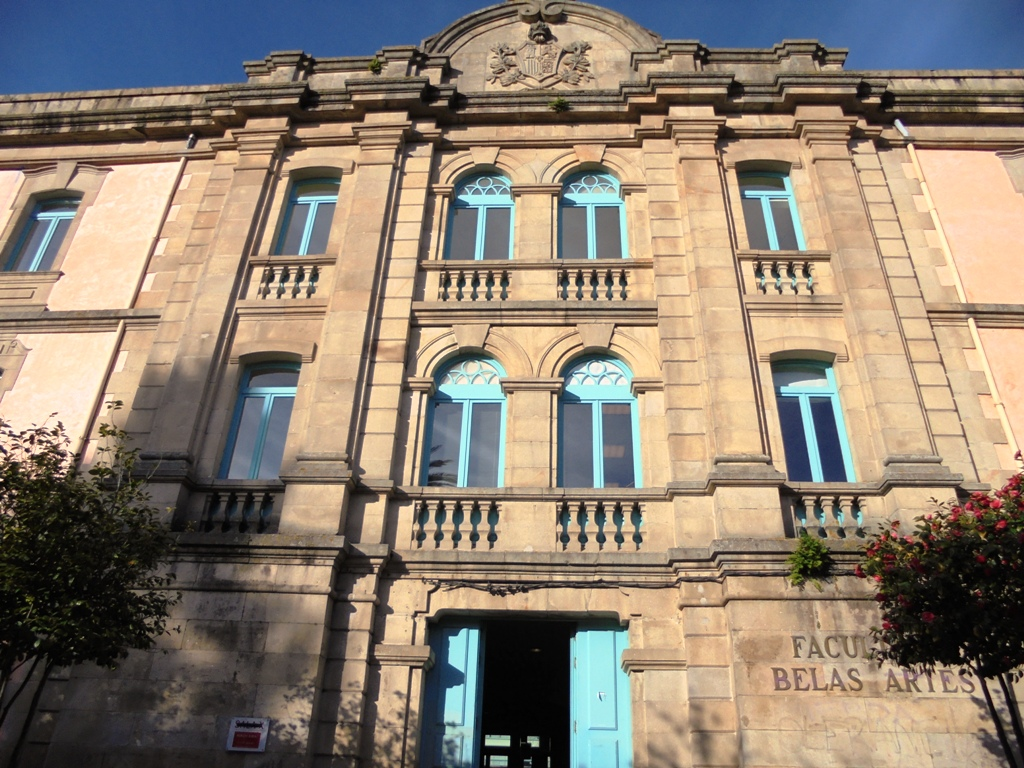
Entrada da faculdade
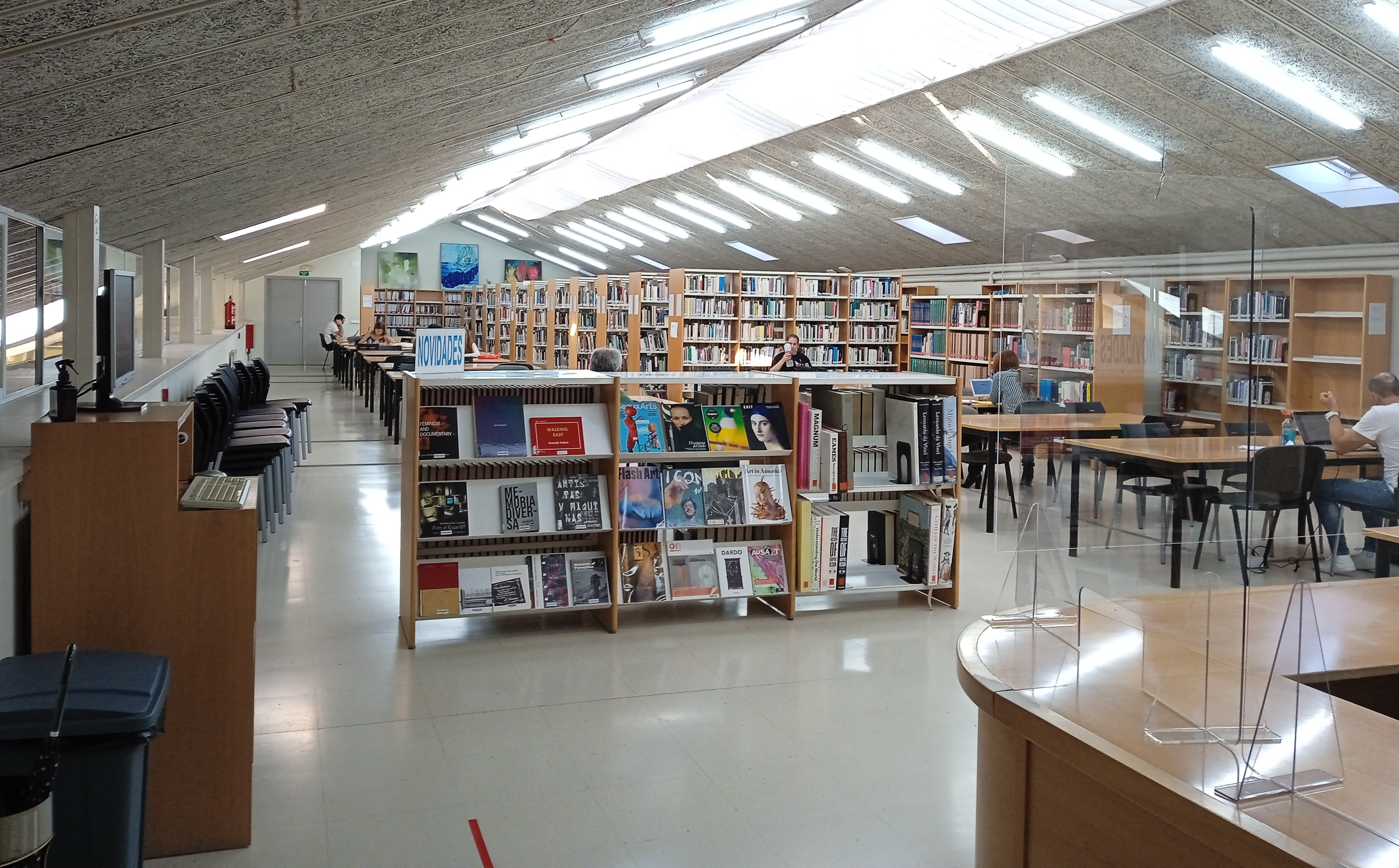
Biblioteca no último andar
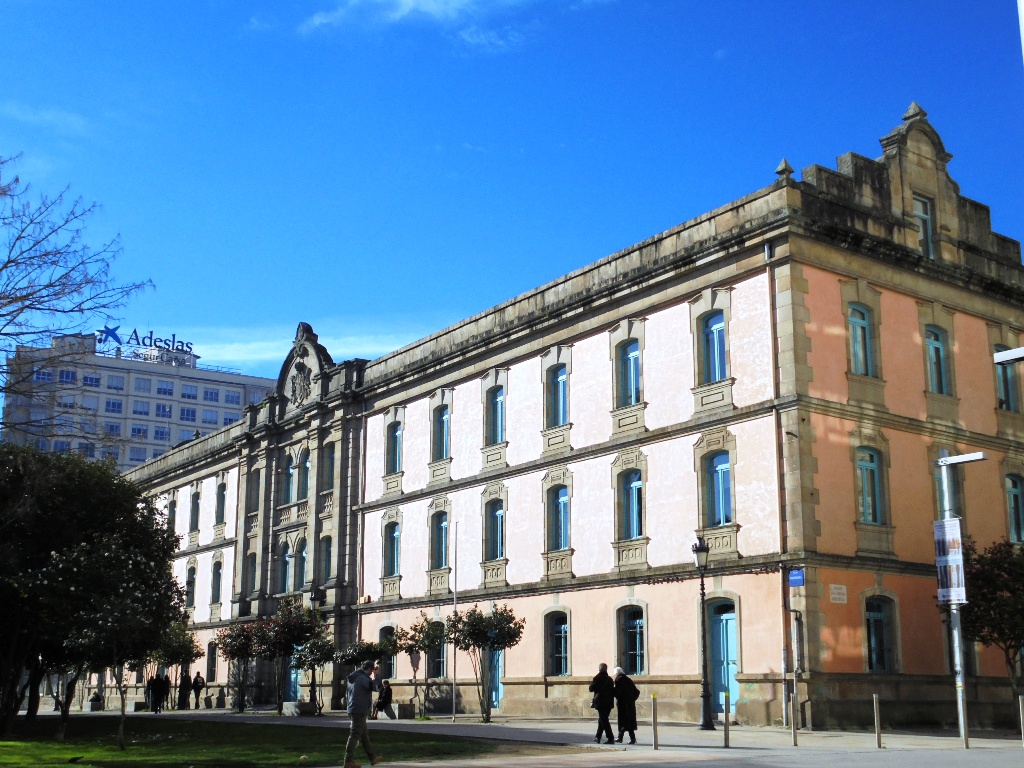
Fachadas da faculdade
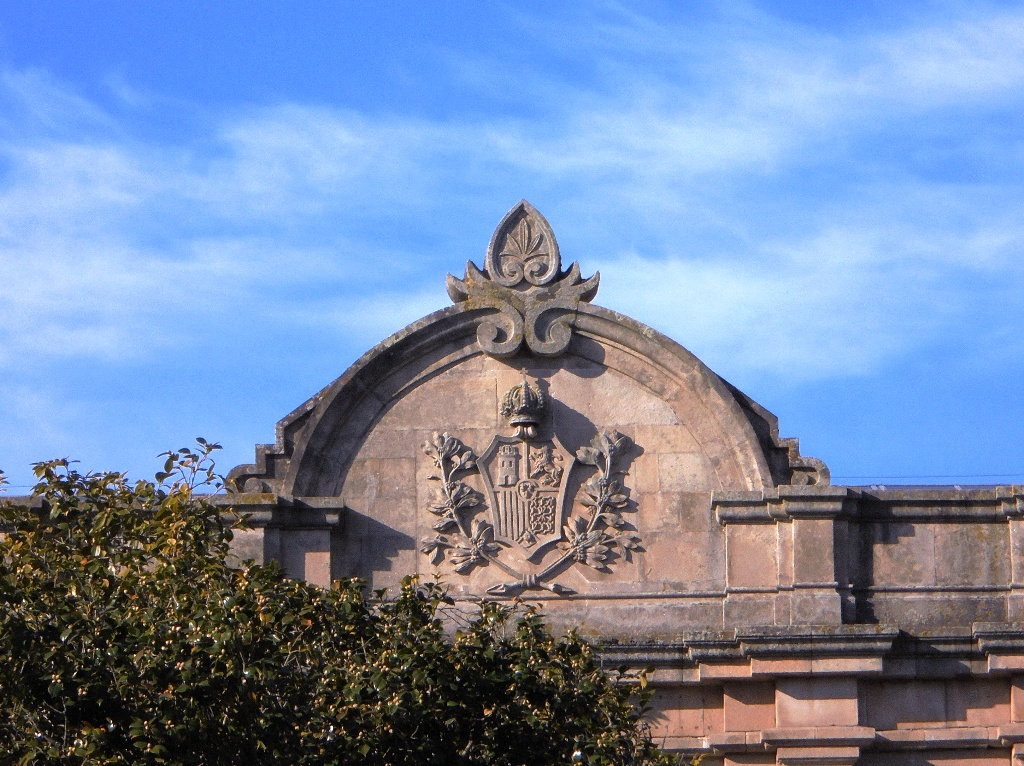
Brasão de armas de Espanha no topo do edifício
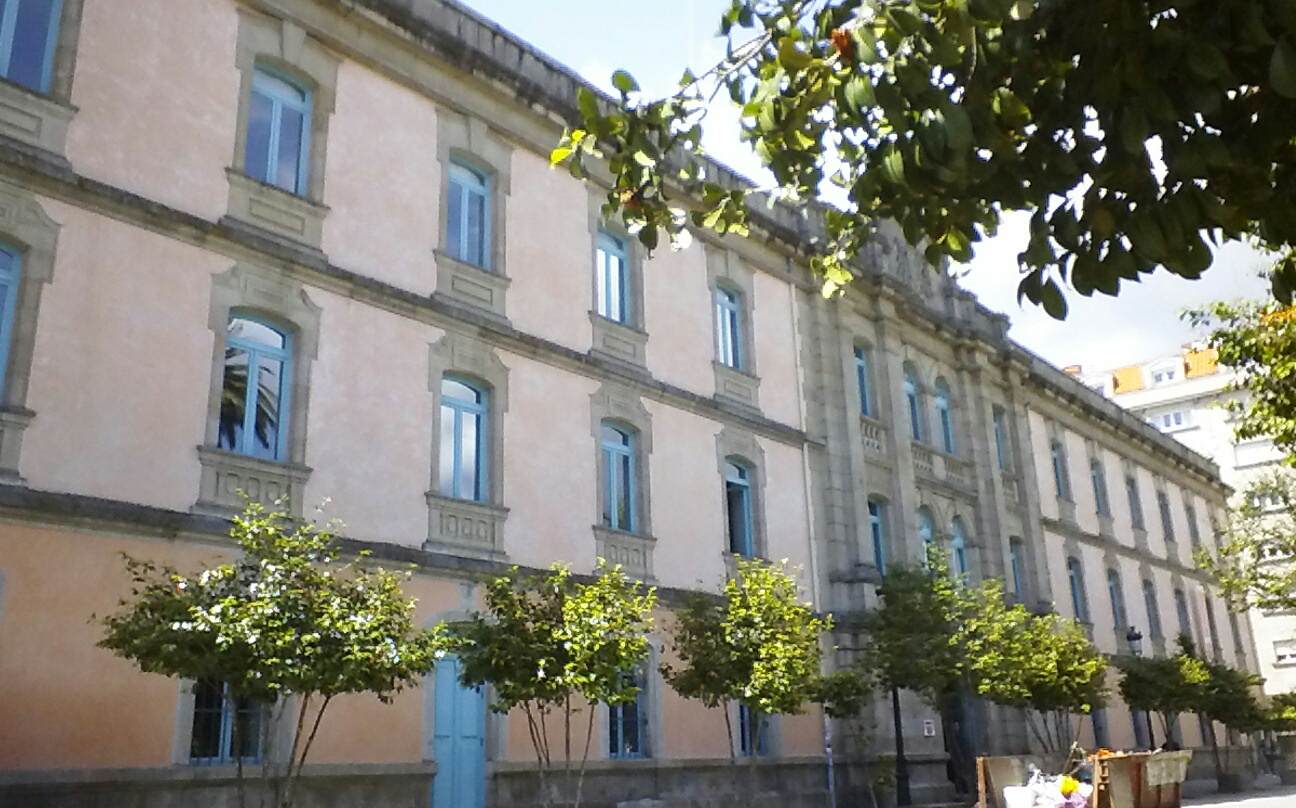
Fachada principal em frente aos jardins do Doutor Marescot
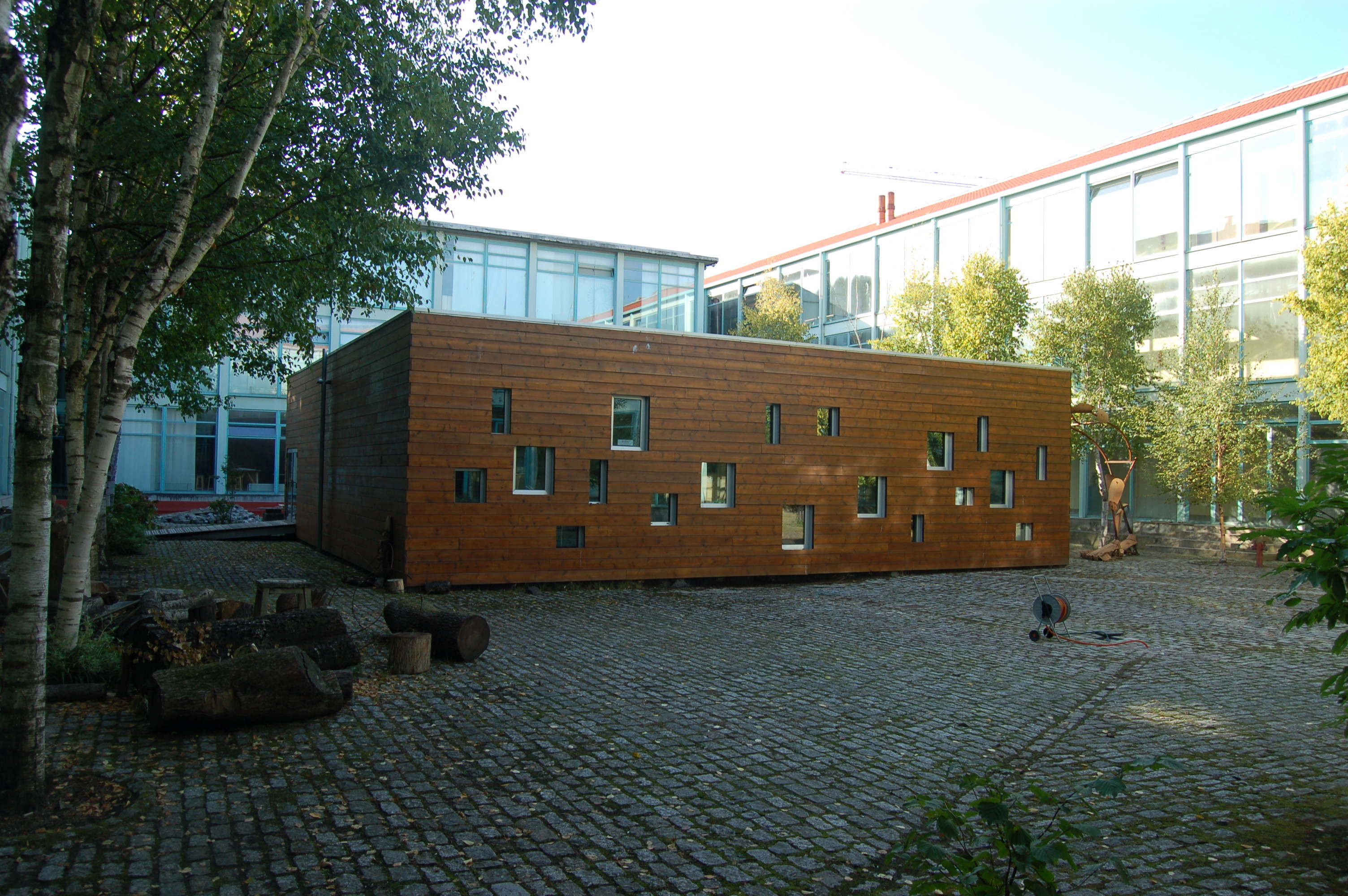
Pátio

### Artigos relacionados
- Escola Superior para a Conservação e Restauração de Bens Culturais da Galiza
- Campus de Pontevedra
- Quartel de São Fernando
- Faculdade de Comunicação de Pontevedra